# Милорад Улемек
Милорад Улемек, по прякор Легия е сръбски офицер, осъден за връзки с организираната престъпност и извършването на политически атентати и убийства.
Той е бивш командир на Специалното звено за операции (СЗО) и член на Сръбската доброволческа гвардия (СДГ). Улемек е един от основните организатори на убийствата на високопоставени сръбски политици — премиера на Сърбия Зоран Джинджич и бившия председател на Президиума на Сърбия Иван Стамболич.
Осъден е окончателно 4 пъти на 40 години затвор. В сръбското законодателство не съществува възможност за сумиране на присъдите, така че ще излежи максималната присъда от 40 години.
Присъдата от 40 години затвор изтърпява в специална част на затворническия комплекс Забела.
Заради службата си във Френския чуждестранен легион е получил прякора „Легия“.

## Младост и образование
Милорад Улемек е роден на 15 март 1968 г.
Семейството му произхожда от село Пецка в региона Кордун в Хърватия. Бащата на Улемек, Милан, е бил подофицер в ЮНА (Югославската народна армия), а майка му Наталия е работила като служителка в пощенска спестовна каса.
Още от ранна възраст той е проявявал проблемно поведение. През 1985 година завършва курс за автомонтьор в тогавашния Метален образователен център на Народния университет в Нови Белград.

## Военна кариера

### Френски чуждестранен легион
След неуспешен обир през 1985 година, Улемек бяга във Франция и на 10 април 1986 година постъпва във Френския чуждестранен легион. Той остава в Легиона почти 6 години, като се сражава в Чад, Либия, Бейрут, Френска Гвиана и Ирак (по време на Войната в Персийския залив).
Заради този период от кариерата си получава прякора „Легия“.

### Сръбска доброволческа гвардия
След като напуска Френския чуждестранен легион на 18 март 1992 г., Улемек се завръща в Сърбия и се присъединява към паравоенната единица Сръбска доброволческа гвардия (известна като Аркановите тигри). Първоначално той е инструктор, но по-късно е повишен в един от командирите на Гвардията и се бие заедно с Аркан в Хърватия и Босна.
Улемек командва специално подразделение в Източна Славония, наречено „Супер тигрите“, което действа в рамките на операция „Паяк“ между 1994 и 1995 г. около района на Бихачкия джоб.

### Червени барети
Когато Аркановите тигри са разпуснати през 1996 г., Улемек постъпва в Специалното звено за операции на Държавната служба за сигурност, известно още като Червените барети, действало като антитерористично подразделение.
През 1996 г. Улемек започва да използва фамилното име на първата си съпруга — Лукович, вместо собственото си фамилно име, и като Милорад Лукович притежава дипломатически паспорт на тогавашната Съюзна република Югославия (СРЮ).
Улемек става командир на Червените барети през 1998 г. По време на войната в Косово Легия командва Червените барети на бойното поле.

## Атентати
Улемек е осъден за следните атентати.
За участие в убийството на четирима служители на Сръбското движение за обновление при инсценирана катастрофа на магистрала "Ибар" на 9 октомври 1999 година, което е свързано с неуспешен опит за атентат срещу Вук Драшкович, Улемек е окончателно осъден на 40 години затвор.
Бившият председател на Президиума на Сърбия Иван Стамболич е отвлечен на 25 август 2000 година, докато се разхождал в Кошутняк, Белград. Три години по-късно, неговите останки са намерени във Фрушка гора. По-късно разследване доказва, че Стамболич е убит в същия ден, в който е отвлечен. За негови убийци са идентифицирани членове на Специалното звено за операции и техният командир Милорад Улемек Легия.
Милорад Улемек Легия е осъден на максималната присъда от 40 години затвор за убийството на Иван Стамболич през юли 2005 година. Присъдата е потвърдена окончателно през юни 2007 година.
Улемек е осъден на максималната присъда от 40 години затвор за организирането на атентата срещу министър-председателя на Сърбия Зоран Джинджич, извършен на 12 март 2003 година.

### Сътрудничество със Зоран Джинджич
Ролята на Легия по време на демонстрациите на 5 октомври 2000 г. е противоречива, но най-разпространената версия е, че се е срещнал със Зоран Джинджич и е преговарял за промените в страната. Червените барети не са се намесили, за да спрат размириците и да спасят Милошевич. В замяна новото правителство запазва повечето от техните привилегии, като не ги преследва и дори не разследва задълбочено тяхната дейност и минало.
След множество инциденти, през април 2001 г., под натиск от властите Легия е освободен от поста командир на Специалното звено за операции.
Червените барети са разформировани на 25 март 2003 г. с решение на правителството на Република Сърбия, след убийството на премиера Зоран Джинджич.

## Съд
Милорад Улемек Легия е окончателно осъден четири пъти на по 40 години затвор:
За опита за убийство на Вук Драшкович, свързан с атентата на магистрала "Ибар", при който са убити четирима членове на Сръбското движение за обновление (СПО).
За убийството на бившия председател на Президиума на Сърбия Иван Стамболич и за опита за атентат срещу Вук Драшкович в Будва.
Като един от главните организатори на убийството на премиера на Сърбия Зоран Джинджич.
Като един от организаторите в делото срещу Земунския клан, водено за убийствата на 17 души.
Поради липсата на кумулация на присъдите в сръбската правна система, Улемек ще излежи максималния срок от 40 години затвор.

## Личен живот
Улемек е бил женен за журналистката Мая Лукович, от която има дъщеря. След тази връзка, той се запознава с Александра Иванович, от която има още три дъщери.